# PSK Liberec
PSK Liberec (celým názvem: Policejní sportovní klub Liberec) byl český klub ledního hokeje, který sídlil v Liberci v Libereckém kraji. Založen byl v roce 1995, zanikl v roce 2015. V letech 2010–2015 působil v Liberecké krajské lize, čtvrté české nejvyšší soutěži ledního hokeje. Klubové barvy byly modrá, černá a bílá.
Své domácí zápasy odehrával ve Svijanské Aréně s kapacitou 6 000 diváků.

## Přehled ligové účasti
Stručný přehled
Zdroj: 
- 2008–2009: Liberecký krajský přebor (4. ligová úroveň v České republice)
- 2009–2015: Liberecká krajská liga (4. ligová úroveň v České republice)

Jednotlivé ročníky
Zdroj: 
Legenda: ZČ - základní část, červené podbarvení - sestup, zelené podbarvení - postup, fialové podbarvení - reorganizace, změna skupiny či soutěže
| Česko (2008 – 2015) |                          |           |          |                                       |                     |
| Sezóny              | Soutěž                   | Úroveň    | ZČ       | Play-off, nadstavba, sk. o udržení... | Poznámky            |
| 2008/09             | Liberecký krajský přebor | 4. úroveň | 4. místo | Zápas o 3. místo (prohra)             | Změna názvu soutěže |
| 2009/10             | Liberecká krajská liga   | 4. úroveň | 3. místo | Vítěz                                 |                     |
| 2010/11             | Liberecká krajská liga   | 4. úroveň | 2. místo | Vítěz                                 |                     |
| 2011/12             | Liberecká krajská liga   | 4. úroveň | 5. místo |                                       |                     |
| 2012/13             | Liberecká krajská liga   | 4. úroveň | 3. místo | Finále                                |                     |
| 2013/14             | Liberecká krajská liga   | 4. úroveň | 4. místo | Semifinále                            |                     |
| 2014/15             | Liberecká krajská liga   | 4. úroveň | 3. místo | Semifinále                            |                     |